# Youyi
För andra betydelser, se Youyi (olika betydelser).
Youyi är ett härad som lyder under Shuangyashans stad på prefekturnivå i Heilongjiang-provinsen i nordöstra Kina.
1. ↑  http://www.geohive.com/cntry/CN-23_ext.aspx